# ウルトラコイン伝説
ウルトラコイン伝説 （ウルトラコインでんせつ）は、バンダイが発売したメダルタイプの玩具シリーズ。

## 概要
デフォルメされたウルトラシリーズ（『ウルトラQ』から『ウルトラマンレオ』まで）のヒーロー・怪獣・メカが彫刻された合金製玩具で、1989年から翌1990年にかけて展開されていた。定価は97円（消費税抜き）で、全国の玩具店・コンビニエンスストアで販売された。
全3弾が世に出ており、パッケージは紙製であった。弾数の表記はないが、弾ごとにパッケージの1部のカラーが異なっていた。
各コインには「金額」と呼ばれるパワー数値の表記があった。ウルトラヒーローは一律1,000（後述のレアコイン2種は例外）、他のコインは50・100・500のいずれかであった。また裏面にはグー・チョキ・パーのいずれかのマークが刻まれており、ジャンケン遊びも可能となっていた。
小学館の漫画雑誌『月刊コロコロコミック』とタイアップしており、当時連載中だった漫画『ウルトラ怪獣かっとび!ランド』においても、本商品が登場する番外編が描かれていた（単行本第3巻に収録）。
曽山一寿は小学生時代に5つ購入した時にレアコインのウルトラの母をゲットしたが家に帰る途中にそのレアコインを紛失してしまい、落胆したことを証言している。

## 設定・人物
本コインは「ウルトラコインマスター」と呼ばれる人物が作り上げたものという設定であり、各コインにはそのキャラクターの能力が宿っているとされた。後に発売されたコレクションファイルにおいて、絵物語という形式で、コイン誕生の経緯が明かされている。
ウルトラコインマスター
ウルトラ戦士に味方する謎の超人。悪とはいえ命ある存在である怪獣たちを無下に殺すことを嫌い、その力をコインに封じ込める形で、怪獣コインを生み出した。またウルトラ戦士たちの能力の一部もコインに与え、ウルトラ戦士コインを生み出した。そしてこれらウルトラコインを地球の各地に隠したのだという。前述の絵物語でその姿が描かれているが、ウルトラマンキングがその正体であるようだ。なお、彼自身は商品化されなかった。
ブラックコインマスター
ウルトラコインマスターの敵対者で、怪獣たちを操っていた黒幕。ウルトラの母を倒すほどの力を持っており、ウルトラの父とも互角であったという。絵物語で後姿のみ描かれているが、その姿は巨大ヤプールのものであった。やはり商品化はされなかった。

## 各弾概要

### 第1弾
全12体のキャラクター（ウルトラマン・ウルトラセブン・ウルトラマンタロウと怪獣9体）が商品化された。どのコインも、金・銀・銅の3色ずつのカラーバリエーションが存在した。
| No. | 名前               | 金額  | ジャンケン |
| --- | ------------------ | ----- | ---------- |
| 1   | カネゴン           | 500   | パー       |
| 2   | ウルトラマン       | 1,000 | グー       |
| 3   | バルタン星人       | 500   | チョキ     |
| 4   | ゴモラ             | 500   | グー       |
| 5   | メフィラス星人     | 500   | チョキ     |
| 6   | ウルトラセブン     | 1,000 | チョキ     |
| 7   | キングジョー       | 500   | グー       |
| 8   | ガッツ星人         | 500   | パー       |
| 9   | メトロン星人       | 500   | チョキ     |
| 10  | ツインテール       | 50    | パー       |
| 11  | タッコング         | 50    | グー       |
| 12  | ウルトラマンタロウ | 1,000 | パー       |

### 第2弾
全13種類。レアコインとしてウルトラの母がラインナップされた。このコインは、直径が他のコインより若干大きい。また4番目の色として、黒が登場した。この黒いコインは「ブラックコイン」と呼称されており、悪のウィルスに侵されているという設定であった。
| No.  | 名前           | 金額 | ジャンケン |
| ---- | -------------- | ---- | ---------- |
| 13   | ペギラ         | 100  | パー       |
| 14   | シーボーズ     | 50   | グー       |
| 15   | レッドキング   | 500  | パー       |
| 16   | ピグモン       | 100  | チョキ     |
| 17   | ゼットン       | 500  | チョキ     |
| 18   | ドドンゴ       | 50   | パー       |
| 19   | ゴドラ星人     | 100  | チョキ     |
| 20   | エレキング     | 500  | グー       |
| 21   | ウインダム     | 500  | グー       |
| 22   | グドン         | 100  | グー       |
| 23   | ヒッポリト星人 | 500  | パー       |
| 24   | バキシム       | 50   | チョキ     |
| レア | ウルトラの母   | ∞    |            |

### 第3弾
やはり全13種類。レアコインはウルトラの父であり、他のコインよりレリーフが深くなっていた。また特捜チームのメカ（ジェットビートル・ウルトラホーク1号）が、初めてコイン化されている。
同時期に全3弾のコインを収納できるコレクションファイルも発売された。このファイルには第4弾以降の発売についても触れられており、コロコロコミックの記事でもコイン化してほしいキャラクターの人気投票が行われたが、本弾をもってシリーズは終了している。
| No.  | 名前                   | 金額  | ジャンケン |
| ---- | ---------------------- | ----- | ---------- |
| 25   | ウルトラマンA          | 1,000 | チョキ     |
| 26   | ベムスター             | 500   | パー       |
| 27   | キーラ                 | 50    | チョキ     |
| 28   | ダダ                   | 250   | グー       |
| 29   | ウルトラホーク1号      | 50    | グー       |
| 30   | アストロモンス         | 500   | パー       |
| 31   | キングザウルスⅢ世      | 250   | チョキ     |
| 32   | ジェットビートル       | 50    | グー       |
| 33   | ケムール人             | 250   | パー       |
| 34   | ベロクロン             | 100   | チョキ     |
| 35   | イカルス星人           | 250   | パー       |
| 36   | 帰ってきたウルトラマン | 1,000 | グー       |
| レア | ウルトラの父           |       |            |